# ويليام ووكر (سياسي كندي)
ويليام ووكر هو تاجر وسياسي كندي، ولد في 1790، وتوفي في 18 مايو 1863. انتخب Member of the Legislative Council of the Province of Canada ‏ (1842 – 18 مايو 1863).